# Will Peltz
William Peltz (New York, 30 maggio 1986) è un attore statunitense.

## Biografia

### Primi anni
Will Peltz è nato il 30 maggio 1986 a New York, figlio di Nelson Peltz, un uomo d'affari miliardario. Il padre di Peltz è di origine ebrea austriaca ed ebrea russa, mentre sua madre ha origini tedesche, gallesi ed inglesi. Peltz ha celebrato il suo Bar Mitzvah. Ha sette fratelli e due fratellastri dai precedenti matrimoni di suo padre. Tra i suoi fratelli ci sono l'attrice Nicola Peltz e il difensore dell'hockey su ghiaccio Brad Peltz.
Peltz ha giocato a hockey in gioventù, passando all'hockey Junior di livello III con i New Jersey Hitmen.

### Carriera
Peltz si interessò alla recitazione mentre leggeva i copioni con sua sorella Nicola. Nel 2009 si è trasferito a Los Angeles e si è assicurato i suoi primi ruoli in produzioni cinematografiche. Nel 2014, ha avuto il suo primo ruolo importante nel film drammatico di Jason Reitman Men, Women & Children. Nello stesso anno, ha recitato nel film horror Unfriended.

## Vita privata

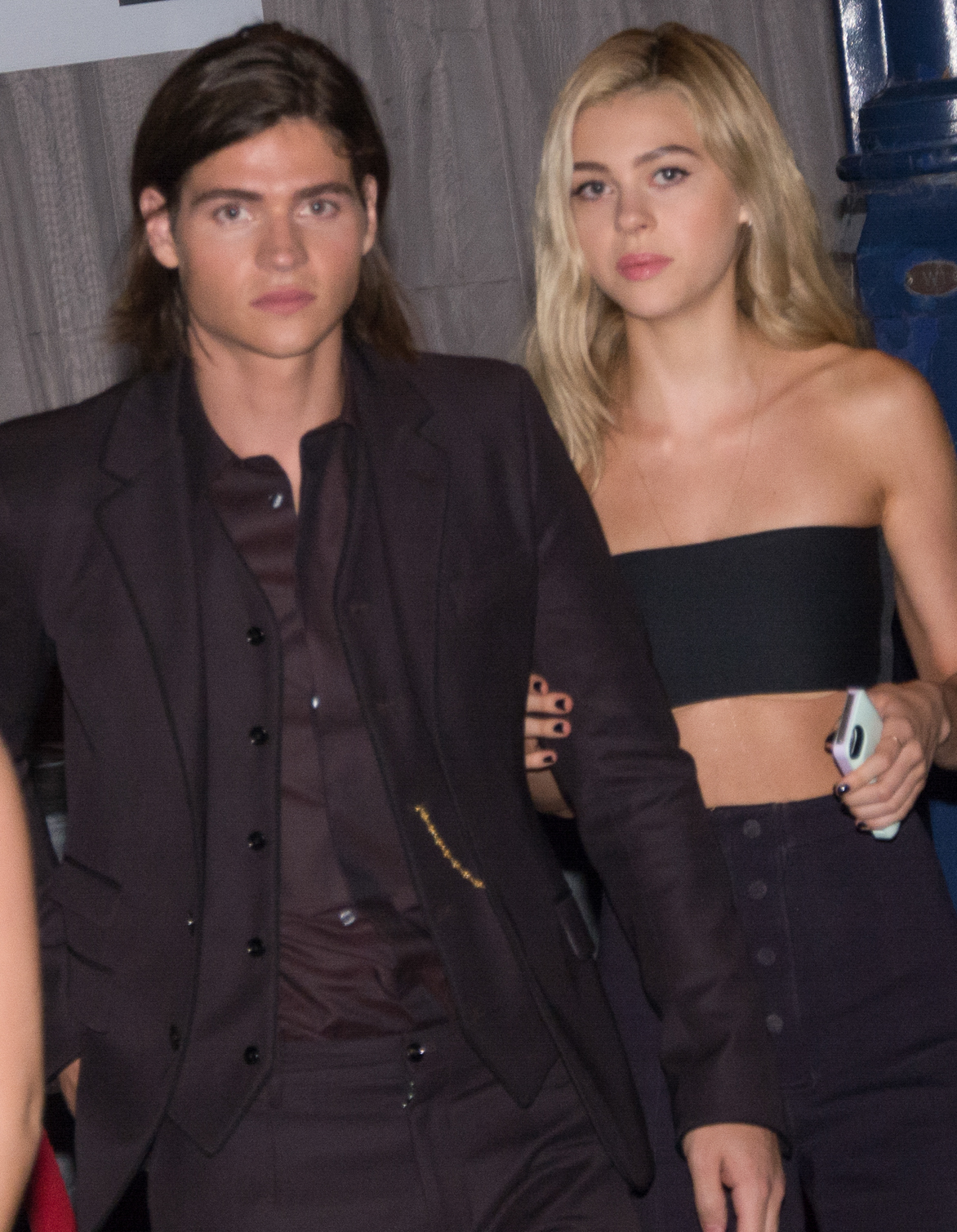
Will Peltz e sua sorella Nicola al 2014 Toronto International Film Festival

Lui e sua sorella, l'attrice Nicola Peltz, hanno tatuaggi abbinati in ebraico sulle costole, con scritto: "famiglia".
Dal 2011 ha una relazione con la modella Kenya Kinski-Jones.

## Filmografia

### Cinema
- Abduction - Riprenditi la tua vita (Abduction), regia di John Singleton (2011)
- In Time, regia di Andrew Niccol (2011)
- To Write Love on Her Arms, regia di Nathan Frankowski (2012)
- The Collection, regia di Marcus Dunstan (2012)
- Miles Away, regia di Caroline Kepnes - cortometraggio (2012)
- Megan Mullally & Nick Offerman Rap About Dicks - cortometraggio (2013)
- Starting Over with Brooke Shields, regia di Ryan Perez - cortometraggio (2013)
- Sugar, regia di Rotimi Rainwater (2013)
- As Cool as I Am, regia di Max Mayer (2013)
- Il potere dei soldi (Paranoia), regia di Robert Luketic (2013)
- Unfriended, regia di Levan Gabriadze (2014)
- Men, Women & Children, regia di Jason Reitman (2014)
- Safelight, regia di Tony Aloupis (2015)
- Occupy Alice, regia di Jack Ferry - cortometraggio (2015)
- Le reiette (The Outcasts), regia di Peter Hutchings (2017)
- Sierra Burgess è una sfigata (Sierra Burgess Is a Loser), regia di Ian Samuels (2018)
- Time After Time (Time Freak), regia di Andrew Bowler (2018)
- You Are Here, regia di Adam Neutzsky-Wulff (2019)
- Per un pugno di follower (InstaFame), regia di Nick Everhart (2020)
- 13 minuti, regia di Lindsay Gossling (2021)
- Exploited, regia di Jon Abrahams (2022)
- Hunt Club, regia di Elizabeth Blake-Thomas (2022)

### Televisione
- Medium – serie TV, 1 episodio (2010)
- Entourage – serie TV, 2 episodi (2010)
- CSI: Cyber – serie TV, 1 episodio (2015)
- The Deleted – serie TV, 6 episodi (2016)
- The Greener Grass – serie TV, 1 episodio (2016)
- NCIS: New Orleans – serie TV, 1 episodio (2017)
- Euphoria – serie TV, 1 episodio (2019)
- Manifest – serie TV, 3 episodi (2021)
- Ecco a voi i Chippendales (Welcome to Chippendales) – miniserie TV, 1 episodio (2022)

### Video musicali
- Khalid: Young Dumb & Broke (2017)

## Doppiatori italiani
Nelle versioni in italiano delle opere in cui ha recitato, Will Peltz è stato doppiato da:
- Mattia Nissolino in Euphoria
- Davide Capone in CSI: Cyber
- Marco Vivio in Unfriended
- Niccolò Guidi in Manifest
- Federico Viola ne Il potere dei soldi
- Danny Francucci in Sierra Burgess è una sfigata
- Davide Perino in Abduction - Riprenditi la tua vita
- Valentino Tito in Mayans M.C.